# Кассационный суд Буркина-Фасо
Кассацио́нный су́д Буркина́-Фасо́ (фр. Cour de Cassation du Burkina Faso) — высшая судебная инстанция в Буркина-Фасо. Он является последним местом обжалования для всех сторон в гражданских и уголовных делах.
С 1963 года по 2000 год в Буркина-Фасо существовал единый Верховный суд, который структурно состоял из 4 палат: Конституционной, Судебной, Административной и Счетной. Он одновременно являлся высшим органом административной юстиции, органом конституционного контроля и высшим органом финансового контроля. Такой консолидированный орган был слишком громоздким, в его деятельности постоянно возникала путаница и споры о компетенции между палатами. Поэтому в 2000 году его было решено разделить на 4 самостоятельных высших судебных органа:
- Кассационный суд;
- Конституционный совет;
- Государственный совет (по административным делам);
- Палата аудиторов (счётный суд).

Также был отдельно создан Высший суд для привлечения к ответственности Президента Республики и членов правительства.
Главная задача Кассационного суда заключается в обеспечении уважения верховенства права, путём судебного надзора за решениями судов низшей инстанции и формированием единообразной судебной практики. Он может пересмотреть решение любого нижестоящего суда, если оно нарушает такую практику.